# Équipe d'Union soviétique féminine de basket-ball
 (août 2024).
Si vous disposez d'ouvrages ou d'articles de référence ou si vous connaissez des sites web de qualité traitant du thème abordé ici, merci de compléter l'article en donnant les références utiles à sa vérifiabilité et en les liant à la section « Notes et références ».
Maillots
Actualités
L’équipe d’Union soviétique de basket-ball représentait la Fédération d'Union soviétique de basket-ball lors des compétitions internationales, notamment aux Jeux olympiques d'été et aux championnats du monde.
Avec la fin de l’Union soviétique, la dernière participation des équipes soviétiques se fait lors des Jeux olympiques d'été de 1992 de Barcelone sous les couleurs de l’Équipe Unifiée représentant la CEI.

## Parcours aux Jeux olympiques
- 1976 :  Champion[1]
- 1980 :  Champion[1]
- 1984 : non-participation
- 1988 :  3e[1]
- 1992 :  Champion en tant que  Équipe unifiée[2]

## Parcours aux Championnats du monde
- 1953 : non-participation
- 1957 :  2e
- 1959 :  Champion
- 1964 :  Champion
- 1967 :  Champion
- 1971 :  Champion
- 1975 :  Champion
- 1979 : non-participation
- 1983 :  Champion
- 1986 :  2e
- 1990 : 5e

## Parcours en Championnat d’Europe
Voici le parcours de l'équipe soviétique en Championnat d’Europe :
- 1938 : non-participation
- 1950 :  Champion
- 1952 :  Champion
- 1954 :  Champion
- 1956 :  Champion
- 1958 :  2e
- 1960 :  Champion
- 1962 :  Champion
- 1964 :  Champion
- 1966 :  Champion
- 1968 :  Champion
- 1970 :  Champion
- 1972 :  Champion
- 1974 :  Champion
- 1976 :  Champion
- 1978 :  Champion
- 1980 :  Champion
- 1981 :  Champion
- 1983 :  Champion
- 1985 :  Champion
- 1987 :  Champion
- 1989 :  Champion
- 1991 :  Champion

## Joueuses célèbres
- Uļjana Semjonova

## Distinctions
- Élue Championne du mois de mai 1971 par l'Académie des sports